# پایگاه هوایی ابوظهور
پایگاه هوایی ابوظهور (به عربی: قاعدة أبو الظهور الجوية العسكرية) یک پایگاه هوایی مهم نیروی هوایی سوریه است. این پایگاه در حدود ۵ کیلومتری شرقی در استان ادلب واقع شده‌است.

## دوران جنگ داخلی سوریه
در دوران جنگ داخلی سوریه، این پایگاه به مدت ۲ سال محاصره شده بود. پیکارجویان اسلامگرا پس از دو سال محاصره پایگاه و کشته شدن حداقل ۵۶ سرباز دولتی، در حمله‌ای در سپتامبر ۲۰۱۵ کنترل پایگاه هوایی ابوظهور را به دست گرفتند.
در ۲۰ ژانویه ۲۰۱۸، ارتش سوریه و متحدان آن پایگاه هوایی ابوظهور را از مخالفان بازپس گرفتند.